# B.J. Cunningham
Brian Cunningham, Jr. (Westerville, 29 maggio 1989) è un giocatore di football americano statunitense che gioca nel ruolo di wide receiver nella National Football League e dal 2014 è free agent. Fu scelto nel corso del sesto giro (183º assoluto) del Draft NFL 2012 dai Miami Dolphins. Al college ha giocato a football a Michigan State.

## Carriera professionistica

### Miami Dolphins
Cunningham fu scelto dai Miami Dolphins nel corso del sesto giro del Draft 2012 per giocare come ricevitore dopo il trasferimento di Brandon Marshall ai Chicago Bears per due scelte del terzo giro del Draft. Il 17 maggio firmò un contratto di 4 anni con la franchigia. Il 31 agosto 2012 fu svincolato.

### Philadelphia Eagles
Nel settembre 2012, Cunningham entrò a far parte della squadra di allenamento degli Eagles, senza scendere mai in campo nella sua prima stagione. Debuttò come professionista nella settimana 7 della stagione 2013 contro i Dallas Cowboys. La sua annata si concluse con 2 presenze.

## Vittorie e premi
Nessuno

## Statistiche
| Partite totali             | 2 |
| Partite totali da titolare | 0 |
| Yard su ricezione          | 0 |
| Touchdown su ricezione     | 0 |

Statistiche aggiornate alla stagione 2013